# Shinshiro

Shinshiro (新城市 Shinshiro-shi?) este un municipiu din Japonia, prefectura Aichi.